# Stogi (Gdańsk)

Lage des Stadtbezirks Stogi in Danzig

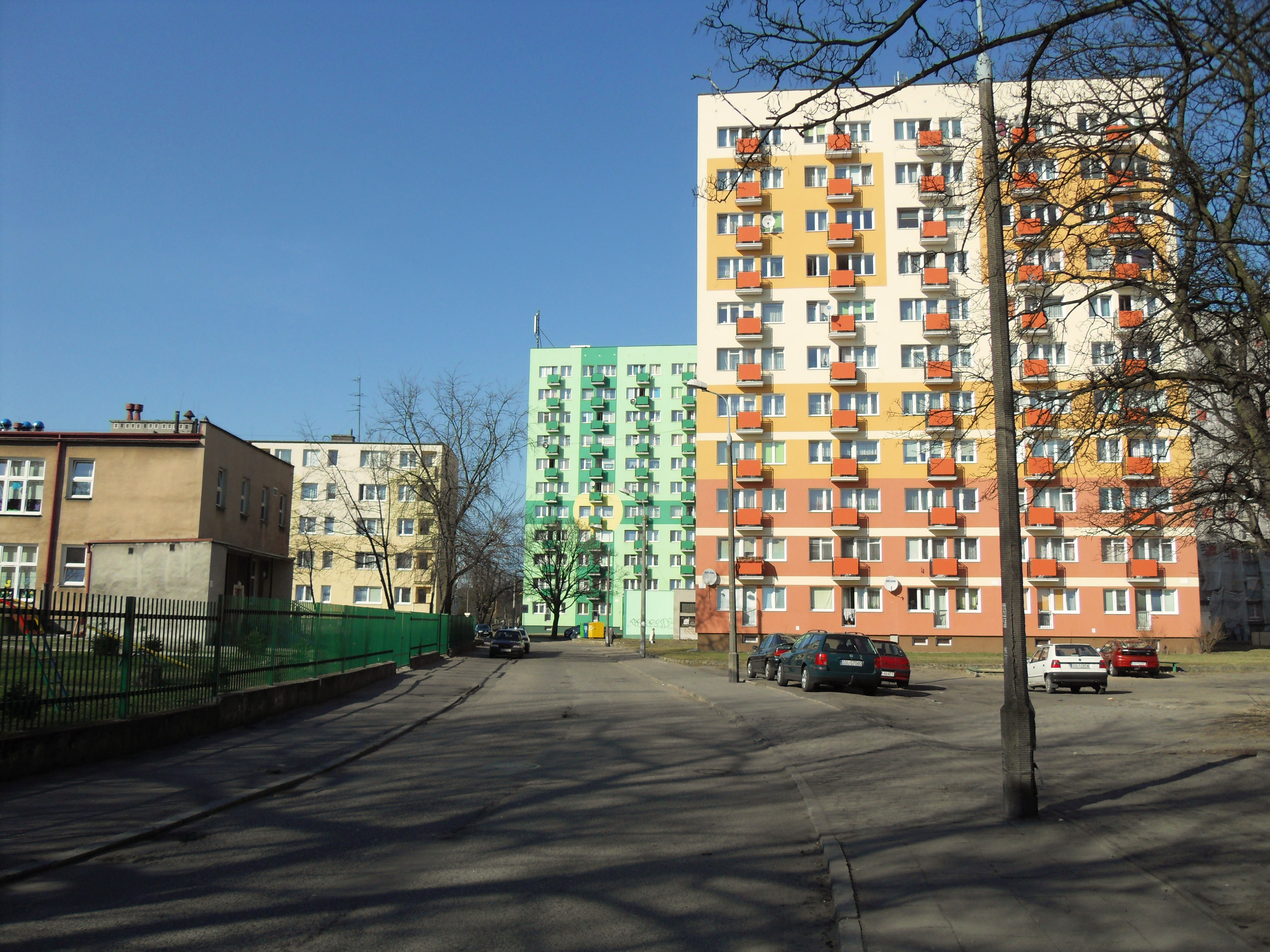
Stogi

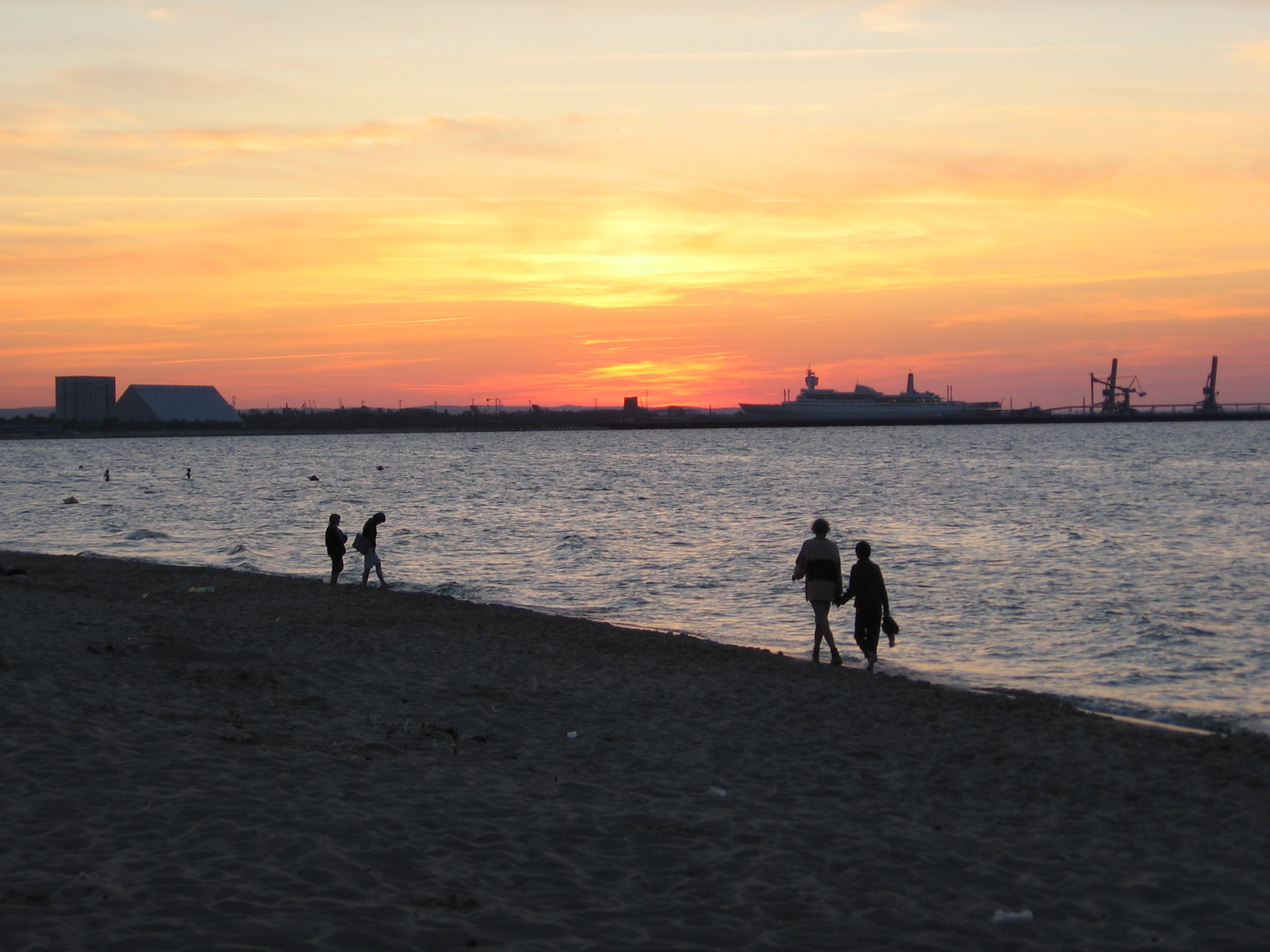
Strand und Nordhafen

Stogi (kaschubisch Bùdë; deutsch Heubude) ist ein Stadtbezirk von Gdańsk (Danzig) in Polen, dieser umfasst eine Fläche von fast 11 km² und zählt 12128 Einwohner mit einer Bevölkerungsdichte von 1106 Einwohnern/km². Das Gebiet kam 1914 administrativ zur Stadt Danzig.

## Geographie
Der Bezirk liegt im Nordosten der Stadt und nimmt das mittlere Drittel der Wyspa Portowa (Hafeninsel) ein. Nordgrenze ist die Ostsee, Südgrenze die Martwą Wisłą (Tote Weichsel). Der Strand von Stogi ist heute noch sehr beliebt, wenn er auch durch die Anlage des Tiefwasserhafens verkleinert wurde. Im Bezirk liegen der 7,5 Hektar große Pusty Staw (Großer Heidsee) und der Jezioro Zajęcze (Kleiner Heidsee).
Stogi grenzt direkt an Przeróbka, Krakowiec-Górki Zachodnie und getrennt durch die Tote Weichsel an den Bezirk Rudniki. Der ehemalige Badeort wird heute durch Hochhäuser geprägt.

## Geschichte
Heubude wurde gegen Ende des 19. Jahrhunderts zu einem Ostseebad ausgebaut und war von Danzig per Dampfer zu erreichen. Der Ort hatte 1910 3114 Einwohner. Einen Aufschwung erhielt Heubude, nachdem 1927 die Straßenbahnverbindung bis in Strandnähe eingerichtet wurde.
Seit 1970 wurde der Port Północny (Danziger Nordhafen) errichtet und in jüngster Zeit um das Deepwater Container Terminal (DCT) und Logistikzentren ergänzt.

### Verwaltungsgeschichte
Die Landgemeinde Heubude wurde 1914 in die Stadtgemeinde Danzig eingemeindet. Stogi war bis 2010 ein gemeinsamer Bezirk mit Przeróbka. Der Bezirk Stogi z Przeróbką  hatte eine Fläche von 17,03 km² und 18614 Einwohner – 1093 je km².

## Wirtschaft
- Port Północny (Danziger Nordhafen)
- Deepwater Container Terminal (DCT)
- Stocznia Jachtowa „Conrad“, Werft
- Stocznia „Marine Projects“, Werft.

## Verkehr
Die Insel ist durch mehrere Brücken an das Straßen- und Eisenbahnnetz der Stadt angebunden. Im April 2016 wurde der Tadeusza Gocłowskiego-Tunnel unter der Toten Weichsel dem Verkehr übergeben. Der Ort Stogi hat seit 1927 Straßenbahnanschluss und wird in den Sommermonaten von der Danziger „Wasserstraßenbahn“ angesteuert.